# Municipalità regionale della contea di Le Haut-Saint-François
La municipalità regionale di contea di Le Haut-Saint-François è una municipalità regionale di contea del Canada, localizzata nella provincia del Québec, nella regione di Estrie.
Il suo capoluogo è Cookshire-Eaton.

## Suddivisioni
City e Town
- Cookshire-Eaton
- East Angus
- Scotstown

Municipalità
- Ascot Corner
- Bury
- Chartierville
- Dudswell
- La Patrie
- Newport
- Saint-Isidore-de-Clifton
- Weedon

Township
- Hampden
- Lingwick
- Westbury